# Krzykały
Krzykały (deutsch Krickhausen) ist ein Orrt in der polnischen Woiwodschaft Ermland-Masuren. Es gehört zur Stadt-und-Land-Gemeinde Orneta (Wormditt) im Powiat Lidzbarski (Kreis Heilsberg).

## Geographische Lage
Krzykały liegt im Nordwesten der Woiwodschaft Ermland-Masuren, 32 Kilometer südöstlich der einstigen Kreisstadt Braunsberg (polnisch Braniewo) bzw. 32 Kilometer westlich der heutigen Kreismetropole Lidzbark Warmiński (deutsch Heilsberg).

## Geschichte
Das Dorf Kreckhausen, nach 1820 Krickhausen genannt, kam 1874 als eine Landgemeinde zum neu errichteten Amtsbezirk Tüngen (polnisch Bogatyńskie) im ostpreußischen Kreis Braunsberg im Regierungsbezirk Königsberg.
Am 24. Mai 1876 wurde das Etablissement Schillingsgut (polnisch Szelążek), bis vor 1833 Waldhaus Krickhausen genannt, aus dem Amtsbezirk Tüngen in die Landgemeinde Thalbach (polnisch Bludyny) im Amtsbezirk Karben (vormals Carben, polnisch Karbowo) umgegliedert.
Im Jahre 1910 zählte Krickhausen 278 Einwohner.
Am 30. September 1928 wurde der Gutsbezirk Tafterwald (polnisch Tawty) nach Krickhausen eingemeindet, außerdem wurde das Gut Klein Grünheide (polnisch Lejławki Małe) aus dem Amtsbezirk Basien (polnisch Bażyny) nach Krickhausen eingegliedert.
Die Einwohnerzahlen von Krickhausen beliefen sich im Jahre 1933 auf 286 und im Jahre 1939 auf 285.
In Kriegsfolge fiel das gesamte südliche Ostpreußen 1945 an Polen. Krickhausen erhielt die polnische Namensform „Krzykały“ und ist heute eine Ortschaft im Verbund der Gmina Orneta (Stadt-und-Land-Gemeinde Wormditt) im Powiat Lidzbarski (Kreis Heilsberg), von 1975 bis 1998 der Woiwodschaft Elbląg, seither der Woiwodschaft Ermland-Masuren zugehörig. Im Jahre 2021 zählte Krzykały 95 Einwohner.

## Religion
Bis 1945 war Krickhausen kirchlich nach Wormditt orientiert: zur dortigen römisch-katholischen Pfarrei im damaligen Bistum Ermland und zur dortigen evangelischen Kirche in der Kirchenprovinz Ostpreußen der Kirche der Altpreußischen Union.
Auch noch heute gehört Krzykały zur römisch-katholischen Pfarrei in Orneta, die nun dem Erzbistum Ermland zugeordnet ist. Evangelischerseits ist der Ort in die Diözese Masuren der Evangelisch-Augsburgischen Kirche in Polen einbezogen.

## Verkehr
Krzykały liegt an der Kreisstraße N 1399, die in Nowy Dwór (Neuhof) von der Woiwodschaftsstraße 507 (hier im Abschnitt der früheren deutschen Reichsstraße 126) abzweigt und über Augustyny (Agstein) nach Bornity (Bornitt) führt. Von der Stadt Orneta aus gibt es eine direkte Straßenverbindung nach Krzykały.
Nowy Dwór koło Ornety (Neuhof bei Wormditt) ist die nächste Bahnstation und liegt an der Bahnstrecke Olsztyn Gutkowo–Braniewo.